# Juvenal Hernández
Juvenal Hernández Jaque (El Carmen, 6 de septiembre de 1899-Santiago, 24 de abril de 1979) fue un abogado, político, decano y académico chileno, rector de la Universidad de Chile entre 1933 y 1953. Así mismo se desempeñó como diputado de la República en representación de Santiago (1930-1932), ministro de Estado en la cartera de Defensa Nacional durante la presidencia de Pedro Aguirre Cerda (1940-1941), la vicepresidencia de Jerónimo Mendez (1941-1942), y la presidencia de Gabriel González Videla (1947). Diplomáticamente fungió como embajador de Chile ante Venezuela, bajo el gobierno de Jorge Alessandri, entre 1959 y 1963.

## Biografía
Nació en la localidad de El Carmen, en la entonces provincia de Ñuble. Sus padres fueron Roberto Hernández Pino y Dolores Jaque Carrasco. Inició sus estudios en el Liceo de Hombres de Chillán, para luego emigrar a Concepción, donde estudió sus humanidades en el Liceo de Concepción.
Sus estudios superiores fueron en la Facultad de Derecho de la Universidad de Chile, donde obtuvo su título profesional en 1924. Mientras estudiaba leyes, también ejerció como docente en la Universidad Popular Valentín Letelier y Juez de Policía Local en Providencia, además colaboró con el estudio jurídico de Juan Esteban Montero, quien fue su profesor de Derecho Romano y prontamente, se convirtió en su ayudante de cátedra. A sus 26 años, reemplazó al académico en dicha cátedra.

### Decano
En 1931 fue designado decano de la Facultad de Derecho, donde estuvo un año, para que en 1932 asumiera como rector interino tras la renuncia de Pedro Godoy. Al año siguiente es elegido por el claustro académico de la Universidad como rector, cargo que desempeñó hasta 1953. 
Durante su gestión se puso en ejecución la Ley del Estatuto Orgánico de la Universidad de 1931, además fueron creadas las facultades de Economía y Negocios, Artes, Arquitectura y Urbanismo (separada de la Facultad de Matemáticas), Odontología (separada de la Facultad de Medicina), Ciencias Químicas y Farmacéuticas y Ciencias Veterinarias y Pecuarias (separada de la Facultad de Agronomía). Asimismo, se creó el Teatro Experimental de la Universidad, la Comisión de Cooperación Intelectual, el Coro Polifónico, la Orquesta Sinfónica, las Escuelas de temporada, el Departamento de Bienestar Estudiantil, y se reabrió la Biblioteca Central de la universidad. Igualmente, se construyó el actual edificio de la Facultad de Derecho.

### Vida política
Militante del Partido Radical, fue diputado y ministro de Defensa Nacional. Perteneció al sector de derecha del partido, el que en 1969 se separó del tronco central para formar la Democracia Radical. Fue parte del Tribunal Supremo de dicha colectividad.
Fue miembro del Consejo de Estado de Chile, desde 1976 hasta su muerte.